# Тернівка (Фроловський район)
Тернівка (рос. Терновка) — хутір у Фроловському районі Волгоградської області Російської Федерації.
Населення становить 863  особи. Входить до складу муніципального утворення Терновське сільське поселення.

## Історія
Населений пункт розташований у межах українського історичного та культурного регіону Жовтий Клин.
Згідно із законом від 14 лютого 2005 року № 1002-ОД органом місцевого самоврядування є Терновське сільське поселення.

## Населення
| 2002 | 2010 |
| ---- | ---- |
| 948  | ↘863 |